# Even in the Quietest Moments…
Albums de Supertramp
Crisis? What Crisis?
(1975) Breakfast in America
(1979)
Singles
1. Give a Little Bit
Sortie : mai 1977
2. Babaji
Sortie : 1977

Even in the Quietest Moments… est le cinquième album studio du groupe de rock progressif anglais Supertramp. Il est sorti le 8 avril 1977 sur le label A&M et a été produit par le groupe.

## Historique
L'album est enregistré dans sa totalité aux États-Unis, au Colorado et en Californie.
Il atteint la douzième place dans les charts britanniques et y reste classé pendant vingt-deux semaines. Aux États-Unis, il atteint la seizième place du Billboard Pop Albums, principalement grâce au succès du single Give a Little Bit (15e). Give a Little Bit que Roger Hodgson avait écrit vers l'âge de 19 ans et qu'il avait présenté au groupe pour l'enregistrement, cinq ou six ans plus tard. Hodgson a déclaré qu'il avait été inspiré par la chanson All You Need Is Love, du groupe The Beatles, sortie au cours du mouvement Peace and love dans les années 1960.

## Pochette
La pochette de l'album est une photographie prise au Ranch Caribou (en), l'un des lieux où il a été enregistré. Elle représente un piano à queue couvert de neige, dans un paysage montagneux hivernal. Il ne s'agit pas d'un photomontage, mais d'une mise en scène réellement réalisée à proximité du studio. La partition posée sur le pupitre du piano porte le titre Fool's Overture, mais il s'agit en fait d'une partition de l'hymne national américain, The Star-Spangled Banner .

## Liste des titres
Roger Hodgson et Rick Davies ont écrit leurs chansons séparément, comme crédité ci-dessous.

### Face 1
1. Give a Little Bit (Roger Hodgson) : 4:07
2. Lover Boy (Rick Davies) : 6:50
3. Even in the Quietest Moments (Hodgson) : 6:28
4. Downstream (Davies) : 4:01

### Face 2
1. Babaji (Hodgson) : 4:52
2. From Now On (Davies) : 6:21
3. Fool's Overture (Hodgson) : 10:53

## Musiciens
- Rick Davies : claviers, chant (sur ses compositions)
- Roger Hodgson : guitare, claviers, chant (sur ses compositions)
- Dougie Thomson : basse
- John Helliwell : saxophone, clarinette, chœurs.
- Bob Siebenberg : batterie, percussion.

## Production
- Producteur : Supertramp
- Ingénieur du son : Peter Henderson
- Ingénieurs pour le mixage : Geoff Emerick et Tom Anderson
- Programmation Oberheim : Gary Mielke

## Charts & certifications

### Album
Charts
| Pays                                 | Durée du classement | Meilleur classement | Date             |
| ------------------------------------ | ------------------- | ------------------- | ---------------- |
| Allemagne (GfK Entertainment)        | 34 semaines         | 14e                 | 1er octobre 1977 |
| Australie (ARIA Charts)              | 21 semaines         | 5e                  | 23 mai 1977      |
| Espagne (Promusicae )                | 1 semaine           | 100e                | 4 février 2007   |
| États-Unis (Billboard 200)           | 49 semaines         | 16e                 | 23 juillet 1977  |
| France (SNEP)                        | 84 semaines         | 4e                  | 16 décembre 1977 |
| Norvège (VG-lista)                   | 44 semaines         | 3e                  | 2 mai 1977       |
| Nouvelle-Zélande (RMNZ Albums Top40) | 43 semaines         | 2e                  | 19 juin 1977     |
| Pays-Bas (MegaCharts)                | 33 semaines         | 1er                 | 12 novembre 1977 |
| Royaume-Uni (UK Albums Chart)        | 22 semaines         | 12e                 | 21 août 1977     |
| Suède (Sverigetopplistan)            | 15 semaines         | 5e                  | 6 mai 1977       |

Certifications
| Pays        | Certification | Ventes    | Date            |
| ----------- | ------------- | --------- | --------------- |
| Allemagne   | Or            | 250 000 + | 1978            |
| Canada      | Platine       | 100 000 + | 1er mai 1977    |
| États-Unis  | Or            | 500 000 + | 13 juillet 1977 |
| France      | Platine       | 400 000 + | 1981            |
| Royaume-Uni | Argent        | 60 000 +  | 10 août 1977    |

### Singles
| Single            | Chart                   | Durée du classement | Position | Date              | Certification |
| ----------------- | ----------------------- | ------------------- | -------- | ----------------- | ------------- |
| Give a Little Bit | (Hot 100)               | 18 semaines         | 15e      | 27 août 1977      | Or            |
| Give a Little Bit | (Single Top 100)        | 11 semaines         | 29e      | 10 octobre 1977   | Or            |
| Give a Little Bit | (V) (Ultratop)          | 14 semaines         | 12e      | 8 octobre 1977    | Or            |
| Give a Little Bit | (W) (Ultratop)          | 7 semaines          | 26e      | 22 octobre 1977   | Or            |
| Give a Little Bit | (RPM Top Singles)       | 21 semaines         | 8e       | 3 septembre 177   | Or            |
| Give a Little Bit | France (Single Top 100) | 5 semaines          | 59e      | 30 septembre 1977 | Or            |
| Give a Little Bit | (VG-lista)              | 5 semaines          | 9e       | 3 octobre 1977    | Or            |
| Give a Little Bit | (RMNZ Singles Top40)    | 13 semaines         | 14e      | 28 août 1977      | Or            |
| Give a Little Bit | (Single Top 100)        | 14 semaines         | 2e       | 22 octobre 1977   | Or            |
| Give a Little Bit | (UK Singles Chart)      | 9 semaines          | 29e      | 3 juillet 1977    | Or            |